# メカラ ウロコ・28
メカラ ウロコ・28「THE YELLOW MONKEY SUPER メカラ ウロコ・28 -九州SPECIAL-」（ザ・イエロー・モンキー・スーパー メカラ ウロコ・28 -きゅうしゅうスペシャル-）は、2017年12月28日に福岡ドームで行われたTHE YELLOW MONKEYのライブ。
THE YELLOW MONKEYが定期的に開催しているライブ「メカラ ウロコ」の6回目。

## 概要
今回の「メカラ ウロコ・28」は-九州SPECIAL-と題し、THE YELLOW MONKEYの王道楽曲で臨んでいる。
ここでは「Wedding Dress」がPetticoat Laner de 公演以降２度目の披露となったり、約20年ぶりに「追憶のマーメイド」が披露された。
さらに「JAM」、「BURN」がアコースティックバージョンで初披露となった。
そしてこの時に「Horizon」が新曲として披露された。
またこのライブでの「LOVE LOVE SHOW」は「LOVE LOVEしようバイ」と博多弁で披露された。

## セットリスト
(※がついてる曲はアコースティックバージョン)(＊は再結成後初披露の曲)
1. Smile ＊
2. Wedding Dress ＊
3. マリーにくちづけ ＊
4. ROCK STAR
5. LOVERS ON BACKSTREET
6. See-Saw Girl
7. 花吹雪
8. Love Sauce ＊
9. 審美眼ブギ
10. 楽園
11. This is For You ※
12. O.K. ※
13. BURN ※
14. SLEEPLESS IMAGINATION ※
15. JAM ※
16. Stars
17. MY WINDING ROAD
18. 追憶のマーメイド ＊
19. Sweet & Sweet
20. MOONLIGHT DRIVE ＊
21. Horizon
22. ALRIGHT
23. バラ色の日々
24. 悲しきASIAN BOY
25. Romantist Taste
26. LOVE LOVE SHOW
27. おそそブギウギ
28. アバンギャルドで行こうよ
29. WELCOME TO MY DOGHOUSE